# Lixing-lès-Rouhling
Lixing-lès-Rouhling é uma comuna francesa na região administrativa de Grande Leste, no departamento de Mosela. Estende-se por uma área de 4,22 km². Em 2010 a comuna tinha 928 habitantes (densidade: 219,9 hab./km²).